# Hymenophyllum
Hymenophyllum és un gènere de falgueres de la família Hymenophyllaceae, plantes vasculars amb cicle de vida haplodiplont on l'alternança de generacions és ben manifesta, amb esporòfit i gametòfit multicelul·lars i independents.

## Taxonomia
- Hymenophyllum alveolatum C.Chr.
- Hymenophyllum asplenoides (Sw.)
- Hymenophyllum axillare Sw.
- Hymenophyllum australe Willd
- Hymenophyllum barbatum
- Hymenophyllum brachypus Sodiro
- Hymenophyllum brevifrons Kunze
- Hymenophyllum contractile Sodiro
- Hymenophyllum cristatum Hook. & Grev.
- Hymenophyllum cupressiforme Labill.
- Hymenophyllum decurrens (Jacq.) Sw.
- Hymenophyllum demissum
- Hymenophyllum falklandicum
- Hymenophyllum flabellatum Labill.
- Hymenophyllum fragile (Hedw.) Morton
- Hymenophyllum fucoides (Sw.) Sw.
- Hymenophyllum helicoideum Sodiro
- Hymenophyllum hirsutum (L.) Sw.
- Hymenophyllum lanatum Fée
- Hymenophyllum lanceolatum Hook. & Arn.
- Hymenophyllum lineare (Sw.) Sw.
- Hymenophyllum macrothecum Fée
- Hymenophyllum megistocarpum (Copel.) C.V.Morton
- Hymenophyllum microcarpum Desv.
- Hymenophyllum moorei Baker
- Hymenophyllum nanum Sodiro
- Hymenophyllum obtusum Hook. & Arn.
- Hymenophyllum paucicarpumJenman
- Hymenophyllum polyanthos (Sw.) Sw.
- Hymenophyllum recurvum Gaudich.
- Hymenophyllum refrondescens Sodiro
- Hymenophyllum sieberi (C. Presl) Bosch
- Hymenophyllum sodiroi, C.Chr. C.Chr.
- Hymenophyllum tayloriae Farrar & Raine
- Hymenophyllum tegularis(Desv.) Proctor & Lourteig
- Hymenophyllum tenerum, Bosch
- Hymenophyllum trifidum, Hook. & Grev.
- Hymenophyllum tunbrigense (L.) Sm.
- Hymenophyllum undulatum (Sw.) Sw.
- Hymenophyllom wilsonii Hook.
- Hymenophyllum wrightii Bosch